# Arma química
Una arma química (en anglès: Chemical weapon o CW) són aquelles que s'utilitzen per infringir la mort o danys en els éssers humans. Estan classificades dins la categoria d'armes de destrucció massiva i actualment el seu ús està, en general, condemnat mitjançant diversos tractats internacionals.
Les municions i els agents químics letals són extremadament volàtils i constitueixen una classe d'armes químiques perilloses que s'emmagatzemen per part de moltes nacions. Els més perillosos entre aquestes armes són els agents nerviosos GA, GB, i VX, i els agents vesicants H, HT, i HD. Tots ells es presenten en forma líquida a la temperatura d'una habitació. L'opinió pública ha fet pressió per la completa eliminació d'aquesta classe d'armes químiques i internacionalment s'està progressant, per lleis internacionals, en aquesta direcció.

## Dret internacional
El Dret internacional regeix les lleis amb les quals els estats s'interrelacionen. Els tractats com el de les Convencions de Ginebra requereix l'assentiment dels països cosa que sovint requereix que cada legislació nacional ho conformi. Els estats poden delegar la seva jurisdicció nacional en un tribunal supranacional com són el Tribunal Europeu dels Drets Humans o el Tribunal Criminal Internacional.

### Protocol de Ginebra
El Protocol de Ginebra, oficialment conegut com a Protocol per a la Prohibició de l'Ús en la Guerra de Gasos Asfixiants, Verinosos o altres Gasos, i de Mètodes Bacteriològics de Guerra, és un tractat internacional que prohibeix lús d'armes químiques i d'armes biològiques. Es va signar a Ginebra el 17 de juny de 1925 i entrà en vigor el 8 de febrer de 1928, 133 estats el van signar

## Ús de les armes químiques
La "Guerra química " (Chemical warfare o CW) implica usar com a armes les propietats tòxiques de les substàncies químiques. Aquest tipus de guerra és diferent de la Guerra nuclear i la Guerra biològica però juntes formen l'acrònim militar NBC,(de l'anglès:Nuclear, Biological, i Chemical). Cap d'elles entra dins del terme d’armes convencionals les quals són efectives principalment pel seu potencial de destrucció. Les armes químiques no depenen de la seva força explosiva per aconseguir el seu objectiu sinó de les propietats úniques dels seus agents químics.

## Formes
Hi ha tres configuracions bàsiques en l'emmagatzematge dels agents de les armes químiques. Municions com projectils, cartutxos, mines i coets. Aquest poden contenir components propel·lents i/o explosius. Una altra forma és la munició llançada des d'aeronaus.

## Història

### La guerra química en les èpoques antiga i clàssica
Les armes químiques s'han usat des de fa mil·lennis amb fletxes enverinades, però es poden trobar evidències de l'existència d'enginys més avançats en les èpoques antiga i clàssica.
Un bon exemple del primerenc ús de les armes químiques van ser les societats de caçadors –recol·lectors del sud d'Àfrica i de finals de l'Edat de Pedra, coneguts com a Sant. Van xopar les puntes de fusta, os i pedra de les seves fletxes amb verís que obtenien en el seu entorn natural. Aquests verins provenien principalment de escorpins i serps, però es creu que també van utilitzar algunes plantes verinoses. Les fletxes es disparaven contra l'objectiu seleccionat, normalment un antílop, i després el caçador seguia a l'animal sentenciat fins que el verí provocava la seva caiguda.
Al segle V abans de Crist alguns escrits de la secta mojia a la Xina descriuen l'ús de manxes per introduir el fum de les llavors de la mostassa i altres vegetals tòxics en els túnels que excavaven els exèrcits enemics durant els setges. Alguns escrits xinesos encara més antics, datats al voltant de l'any 1000 aC, contenen centenars de receptes per produir fums tòxics o irritants per usar-los durant la guerra, així com nombrosos registres del seu ús. Gràcies a aquests registres sabem de l'ús de la «boira atrapa esperits» que contenia arsènic, i l'ús de calç viva polvoritzada i escampada amb ajuda del vent per dissoldre una regirada camperola l'any 178.
La primera notícia de l'ús del gas a Occident es remunta al segle V abans de Crist, durant la guerra del Peloponès entre Atenes i Esparta. Les forces espartanes durant el setge a una ciutat atenesa van encendre un foc als peus de les muralles fet amb fusta, quitrà i sofre, amb l'esperança que el nociu fum incapacités als atenesos per resistir l'assalt que va seguir a continuació. Esparta no va ser l'única a usar aquestes tàctiques poc convencionals durant aquestes guerres: es diu que Soló d'Atenes va usar les arrels d'el·lèbor per enverinar l'aigua d'un aqüeducte alimentat pel riu Pleistos al voltant de l'any 590 aC, durant el setge de Cirra.
Existeix evidència arqueològica que els sassànides van emprar armes químiques contra l'Exèrcit romà al segle iii. La investigació duta a terme en els túnels col·lapsats de Dura Europos a Síria, suggereix que els iranians van emprar betum i cristalls de sofre per cremar-los. En ser encesos, els materials van produir densos núvols de gasos asfixiants que van matar a 20 soldats romans en dos minuts.
Les armes químiques eren conegudes en la Xinesa antiga i medieval. L'historiador polonès Jan Długosz esmenta l'ús de gas verinós per part de l'exèrcit mongol durant la batalla de Legnica l'any 1241.
A finalitats del segle xv, els espanyols es van enfrontar a una rudimentària arma química a l'illa de Hispaniola. Els taïnos els llançaven carabasses plenes de cendra i ají polvoritzat, per tal de crear una cortina de fum encegadora abans d'atacar-los.

### El redescobriment de la guerra química
Durant el Renaixement es va tornar a considerar l'ús de la guerra química. Una de les primeres referències prové de Leonardo da Vinci, que va proposar l'ús de pols de sulfur d'arsènic i verdí en el segle XVI:
| « | Llança el verí en forma de pols sobre les galeres. Es pot tirar guix, pols de sulfur d'arsènic i verdí mòlt entre els vaixells enemics mitjançant petites granades, i tots els que, en respirar, inhalin la pols dins dels seus pulmons resultaran asfixiats. | » |

No se sap si aquesta pols es va usar alguna vegada.
En el segle xviii durant els llocs, els exèrcits intentaven provocar incendis llançant projectils incendiaris plens de sofre, sèu, colofònia, aiguarràs, sal de roca (nitrat de sodi o nitrat de potassi) i antimoni. Encara que no causessin incendis, els fums resultants provocaven una considerable distracció. Malgrat que la seva funció principal mai es va abandonar, es van desenvolupar nous productes per emplenar els projectils que maximitzessin els efectes del fum.
En 1672, durant el setge de la ciutat de Groningen, Christopher Bernhard van Galen (Bisbe de Múnic) va emprar diversos explosius i dispositius incendiaris, alguns dels quals incloïen en la seva composició belladona, amb la intenció de produir fums tòxics. Exactament tres anys després, el 27 d'agost de 1675, els francesos i alemanys van arribar a l'Acord d'Estrasburg, que incloïa un article prohibint l'ús dels «pèrfids i odiosos» artefactes tòxics.
En 1854, Lyon Playfar, un químic britànic, va proposar un projectil d'artilleria antibuc carregat amb cianur de cacodil com una forma de resoldre l'empat durant el lloc de Sebastopol. La proposta va ser recolzada per l'Almirall Thomas Cochrane de la Marina Real britànica. El primer ministre, lord Palmerston, ho va considerar, però el Departament d'Artilleria britànic va rebutjar la proposta com «un tipus de guerra tan perniciós com enverinar els pous dels enemics». La resposta de Playfar es va usar per justificar l'ús de les armes químiques durant el segle següent:
| « | No té sentit aquesta objecció. Es considera una manera legítima de guerra emplenar els projectils amb metall fos que fa estralls entre l'enemic, i produeix la més horrible mort. És incomprensible el perquè un vapor verinós que podria matar als homes sense sofriment es considera com a guerra il·legítima. La guerra és destrucció, i com més destructiva sigui amb el mínim sofriment abans s'acabarà amb aquest bàrbar mètode de protecció dels drets nacionals. No hi ha dubte que amb el temps la química s'usarà per minimitzar el sofriment dels combatents, i fins i tot dels criminals condemnats a mort. | » |

Després, durant la Guerra de Secessió, el professor d'escola novaiorquès John Doughty va proposar l'ús ofensiu del clor gasós, escampat mitjançant projectils de 10 polzades (254 mil·límetres) plens amb quantitats variables de 2 a 3 litres de clor líquid, que produirien diversos metres cúbics de gas de clor. El pla de Doughty aparentment mai es va dur a terme, doncs probablement va ser presentat al brigadier general James W. Ripley, Cap d'Artilleria, qui ha estat descrit com congènitament immune a les noves idees.

### La guerra química en la Primera Guerra Mundial
La primera vegada que es van utilitzar els agents químics a gran escala va ser durant la Primera Guerra Mundial, començant en la Segona Batalla de Ypres, el 22 d'abril de 1915, quan els alemanys van atacar a les tropes franceses, canadenques i algerianes amb clor. Des de llavors es van utilitzar un total de 50.965 tones d'agents respiratoris, lacrimògens i vesicants per ambdues parts, incloent clor, fosgen i gas mostassa. Les xifres oficials parlen d'al voltant de 1.176.500 ferits i 85.000 morts causats directament pels agents químics durant la guerra.
Fins i tot avui dia és freqüent que es desenterri munició química de la Primera Guerra Mundial sense esclatar quan s'excava en els antics camps de batalla o les àrees d'emmagatzematge, i continuen sent un perill per a la població civil de Bèlgica i França. Els governs d'aquests països han llançat programes especials per tractar la munició descoberta.
Després de la guerra, la majoria dels agents químics sense usar dels alemanys van ser llançats al mar Bàltic. Amb el pas del temps, l'aigua salada corroeix les carcasses, i el gas mostassa vessat d'aquests contenidors ocasionalment arriba a les platges com a objectes sòlids amb aspecte de cera, similar a l'ambre. Fins i tot en la seva forma solidificada, l'agent té activitat suficient com per causar severes cremades a qualsevol que ho manipuli.

### La guerra química en el període d'entreguerres
Després de la Primera Guerra Mundial, els Estats Units i la majoria de les potències europees van intentar treure avantatge de les oportunitats que havia creat la guerra, establint i mantenint colònies. Durant aquest període d'entreguerres, els agents químics es van usar ocasionalment per subjugar a les poblacions i sufocar rebel·lions.
Després de la derrota de l'Imperi Otomà en 1917, el Govern Otomà va desaparèixer completament i l'antic imperi es va dividir entre les potències victorioses en el Tractat de Sèvres. Els britànics van ocupar Mesopotàmia (actual l'Iraq) i van establir un govern colonial.
En 1920, els pobles àrabs i kurds de Mesopotàmia es van rebel·lar contra l'ocupació britànica, amb grans pèrdues per part dels europeus. Segons la resistència mesopotàmica guanyava força, els britànics la van reprimir amb mesures cada vegada més agressives, i fins i tot el propi Winston Churchill, com a Secretari de les Colònies, va autoritzar l'ús d'agents químics, principalment gas mostassa, contra la resistència. Conscienciat amb la despesa econòmica de la supressió de dissidents, Churchill confiava que les armes químiques es poguessin utilitzar de forma econòmica contra les tribus mesopotàmiques, dient: «no entenc la repugnància sobre l'ús del gas. Estic molt a favor de l'ús del gas contra tribus incivilitzades». L'oposició a l'ús del gas i les dificultats tècniques pot ser que impedissin el seu ús a Mesopotàmia (els historiadors estan dividits en aquesta matèria) Les armes químiques van causar tanta misèria i repulsió en la Primera Guerra Mundial que el seu ús es va convertir en la pitjor atrocitat en la ment de la majoria de les persones de l'època. Tant és així que en 1925 setze de les majors nacions del món van signar el Protocol de Ginebra, comprometent-se a no usar mai gasos o armes bacteriològiques. Encara que els Estats Units van signar el protocol, el Senat no ho va ratificar fins a 1975.
Durant la Guerra del Rif, en el Marroc ocupat per Espanya (1921-1927), empreses alemanyes van assessorar i van supervisar la investigació, producció i utilització d'armes químiques per part de les forces espanyoles a Àfrica. En quedar-los prohibida l'experimentació i producció d'aquest tipus d'armament pel Tractat de Versalles, les labors es van realitzar en el protectorat espanyol. Les forces combinades franc-espanyoles van disparar bombes de gas mostassa, iperita i fosgen principalment en un intent per sufocar la rebel·lió Berber; no obstant això l'èxit de la campanya química no va anar tant l'ocupació contra les kabiles rifenyes; sinó contra els seus camps de cultiu, privant-los de les seves collites. D'aquesta forma els governants rifenys van haver d'atacar territori francès para, entre altres objectius, aconseguir aliments, la qual cosa va desembocar en l'aliança franc-espanyola.
En 1935 la Itàlia feixista va usar gas mostassa durant la invasió d'Etiòpia. Ignorant el Protocol de Ginebra, signat set anys abans, els militars italians van usar bombes de gas mostassa, llançades des d'avions i ho van disseminar en forma de pols. Es va informar que va haver-hi 15.000 baixes per armes químiques, la majoria per gas mostassa.

### La guerra química en la Guerra civil espanyola
Un Comitè Nacional es va encarregar durant la Segona República espanyola de preparar a la ciutadania en matèria de defensa aeroquímica. La seva fi va ser merament divulgatiu, doncs només les forces d'Assalt, en la pràctica, van ser instruïdes en l'ús de les màscares antigas. Havia passat temps més que suficient des de la terminació de la gran guerra europea perquè la conscienciació en matèria de gasos letals es reduís a una anècdota respecte a una ciutadania cada vegada més aliena a aquest gènere de violències enormes, de manera que el material instructiu va consistir en un fullet de propaganda escolar que, degudament traduït al castellà, havia publicat el Servei Químic Militar d'Itàlia. Poc després d'esclatar la Guerra Civil, el bàndol franquista es va aprestar a informar sobre possibles atacs aeris republicans, servint-se d'aquest fullet, degudament addicionat, per confeccionar edicions de butxaca i distribuir-les en les poblacions que anaven sent 'alliberades'. A Huelva, una de les primeres províncies a sucumbir per a la causa 'nacional', es va ordenar en els primers mesos de 1936 la constitució d'una Junta de Defensa Antiaèria i la impressió del fullet titulat Instruccions a la població civil en cas d'atac d'avions, que avui constitueix una raresa bibliogràfica. En el Setge de l'Alcàsser de Toledo, les forces republicanes van emprar «gasos de guerra», segons diu literalment l'informe de la Columna de Toledo, com a possible solució al setge a l'Alcàsser (dos representants francesos d'una empresa de productes químics les van oferir a les forces republicanes).

### La guerra química durant la Segona Guerra Mundial
Encara que l'ús d'armes químiques no es va propagar durant la Segona Guerra Mundial, sí existeixen casos documentats en els quals les potencies de l'Eix van utilitzar agents químics.
El Japó va utilitzar gas mostassa i un altre agent anomenat lewisita (el qual era un agent vesicant) en algunes batalles que va lluitar contra la Xina. Els treballs de Yoshiaki Yoshimi i Seiya Matsuno mostren que Hirohito va autoritzar a través d'ordres específiques (rinsanmei) l'ús d'armes químiques contra els xinesos. Per exemple, durant la invasió de Wuhan, de agost a octubre de 1938, l'emperador va autoritzar l'ús de gas tòxic en 375 ocasions diferents, malgrat la resolució adoptada per la Societat de Nacions el 14 de maig condemnant l'ús de gas tòxic per l'exèrcit japonès.
Durant aquests atacs també van fer ús d'armes biològiques (Esquadró 731) ja que intencionalment propagaven el còlera, la disenteria, el tifus, la pesta bubònica i l'àntrax (carboncle). Encara en el 2005, seixanta anys després de la Segona guerra sino-japonesa, se segueixen trobant contenidors d'agents químics que van ser abandonats pels japonesos quan van emprendre la seva retirada; aquests contenidors han causat danys a persones i morts.
L'Alemanya nazi va revolucionar la guerra química en descobrir, accidentalment, els agents nerviosos que actualment es coneixen com tabun, sarín i soman. Els nazis van desenvolupar i van fabricar grans quantitats d'aquests agents però cap dels dos bàndols de la guerra els ús en gran escala. Alguns documents nazis que han estat recuperats suggereixen que dins de l'Abwehr, l'agència d'intel·ligència alemanya, es creia que els Aliats també tenien accés a aquests agents i que el fet que no s'esmentaven en els informes científics es devia al fet que era informació confidencial. La realitat és que els Aliats no havien descobert aquests gasos i l'Abwehr va interpretar la falta d'informació de manera errònia. Alemanya finalment va optar per no utilitzar aquests agents nerviosos ja que van témer que els Aliats contraatacaran utilitzant les seves pròpies armes químiques contra del Tercer Reich.
Segons William L. Shirer, autor de The Rise and Fall of the Third Reich («L'ascens i la caiguda del Tercer Reich»), els oficials més alts del Regne Unit van optar per deixar la guerra química com l'última opció en la defensa de l'illa en cas que l'Alemanya nazi decidís envair les terres britàniques.
L'ús d'agents químics es va donar especialment quan no existia por a un contraatac i algunes instàncies en les quals van succeir van ser:
- En 1944 el Gran Muftí de Jerusalem, Amin al-Husayni, el líder religiós islàmic de Palestina i també aliat d'Adolf Hitler va iniciar una campanya en contra de la comunitat jueva de la regió i durant aquesta va intentar utilitzar armes químiques. Cinc paracaigudistes, amb mapes de Tel-Aviv i recipients que contenien una pols blanca fabricada a Alemanya, tenien instruccions de dipositar la pols en els pous de Tel-Aviv. Segons Fayiz Bey Idrissi, comandant de la policia per aquell temps, cada contenidor emmagatzemava suficient verí com per matar a 25.000 persones. Hi havia almenys deu contenidors.[10]
- Els nazis van utilitzar l'insecticida conegut com Zyklon B, que conté cianur d'hidrogen, per matar grans quantitats de persones en els seus camps de concentració, com els d'Auschwitz i Majdanek, durant l'Holocaust.

### Les armes químiques durant la Guerra Freda

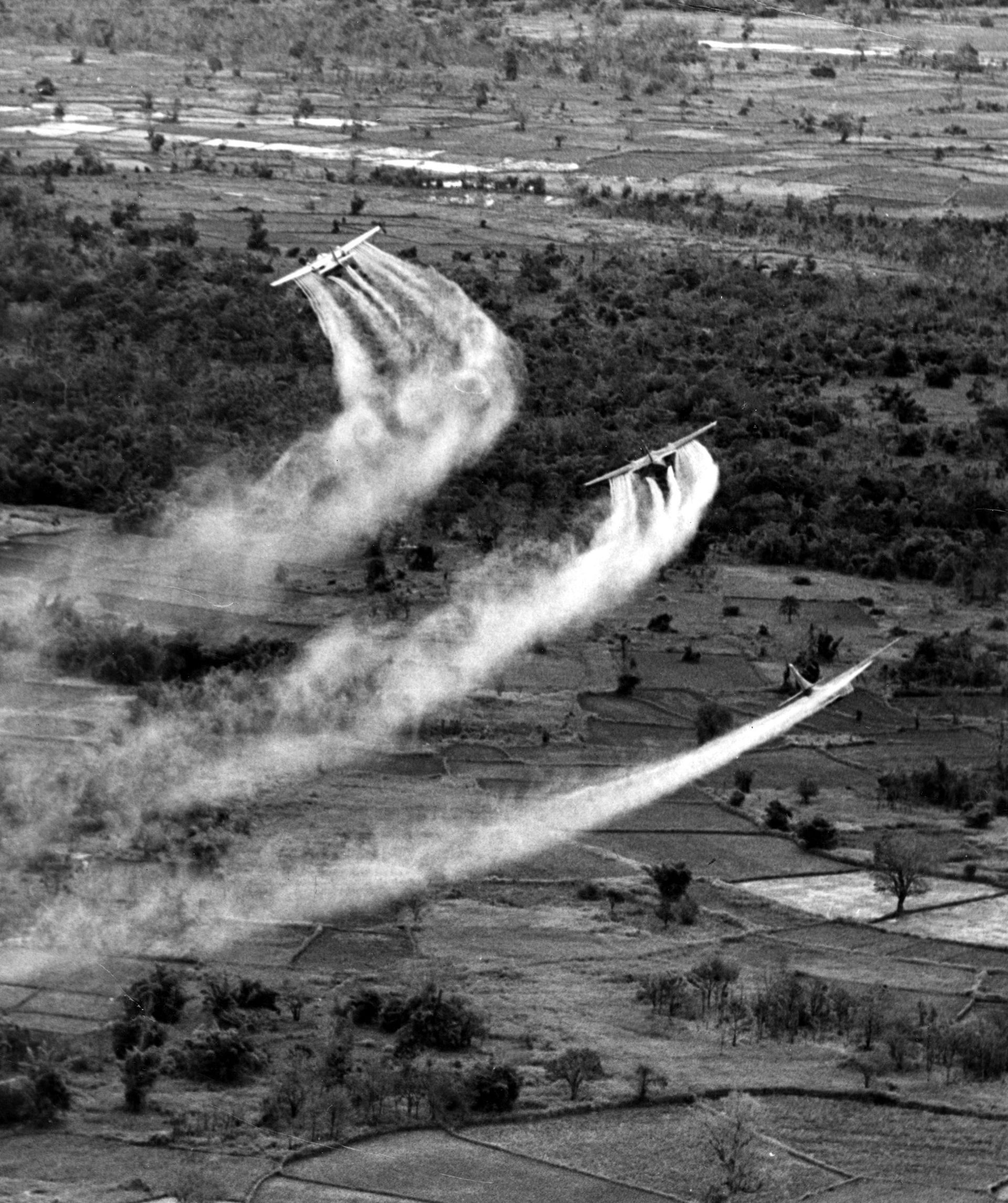
Avions militars nord-americans ruixant Agent Taronja a Vietnam.

Després de la Segona Guerra Mundial, els Aliats van recuperar projectils que contenien els tres agents nerviosos del moment (tabun, sarin i soman), impulsant les investigacions sobre els agents nerviosos de tots els antics aliats. A pesar que l'amenaça de l'anihilació termonuclear estava en la ment de la majoria durant la Guerra freda, tant els governs soviètics com els occidentals van gastar molts recursos en el desenvolupament d'armes químiques i biològiques.

#### Desenvolupaments dels governs occidentals
En 1952 l'exèrcit dels Estats Units va patentar un procediment per a la "preparació de Ricino tòxic", publicant un mètode de producció d'aquesta poderosa toxina.
També en 1952, investigadors de Porton Down, Anglaterra, van inventar l'agent nerviós VX, però aviat van abandonar el projecte. En 1958 el Govern Britànic va vendre la seva tecnologia VX als Estats Units a canvi d'informació sobre les armes termonuclears. El seu desenvolupament va produir almenys tres agents més; als quatre (VE, VG, VM, VX) se'ls coneix com el tipus d'agents nerviosos "Sèrie V".
Durant els anys 60, els Estats Units van explorar l'ús d'agents incapacitants delirants anticolinèrgics. Un d'aquests agents, amb la designació BZ, es creu que es va usar experimentalment durant la guerra de Vietnam. Aquestes suposicions van inspirar la pel·lícula L'escala de Jacob de 1990.
Entre 1967 i 1968, els Estats Units van decidir desfer-se de les armes químiques obsoletes en una operació anomenada CHASE, acrònim que correspon a «Obre forats i enfonsa'ls» en anglès (cut holes and sink 'em). Les operacions CHASE també incloïen moltes càrregues de munició convencional. Com el seu propi nom indica, les armes es van embarcar en vells vaixells Liberty que van ser enfonsats en el mar.
En 1969, 23 soldats estatunidencs i un civil estacionats a Okinawa, Japó, es van exposar a nivells baixos de l'agent nerviós sarin mentre repintaven els magatzems. Les armes s'havien mantingut ocultes al Japó, i van provocar la ira en aquest país i un incident internacional. Aquestes municions es van traslladar en 1971 a l'atol Johnston sota l'Operació Barret Roig.
Un grup de treball de les Nacions Unides va començar a treballar en el desarmament químic en 1980. El 4 d'abril de 1984, el president dels Estats Units Ronald Reagan va fer una crida per a la prohibició internacional de les armes químiques. El president George H. W. Bush i el líder de la Unió Soviètica Mikhaïl Gorbatxov van signar el tractat bilateral l'1 de juny de 1990 que posava fi a la producció d'armes químiques i iniciava la destrucció de les reserves de les seves nacions. La Convenció d'Armes Químiques multilateral (CWC) es va signar en 1993 i va entrar en vigor en 1997.

#### Informe del Senat dels Estats Units
En un informe emès pel Senat dels Estats Units en 1994, titulat Is military research hazardous to veterans health? Lessons spanning a half century (És la investigació militar un risc per a la salut dels veterans? Mig segle d'ensenyaments, es va detallar el fet que el Departament de Defensa dels Estats Units havia realitzat experiments sobre animals i humans en diverses ocasions i aquests últims no haurien sabut al que realment se'ls estava sotmetent. Alguns d'aquests experiments van ser:
- Aproximadament 60.000 membres de l'exèrcit dels Estats Units van participar en experiments realitzats en la dècada de 1940 per veure els efectes d'agents químics tals com el gas mostassa i la lewisita.[11]
- Iniciant en la dècada de 1950 i acabant en la de 1970, almenys 2200 persones de l'exèrcit van passar per proves que van involucrar agents biològics en un experiment que es va denominar com Operació Whitecoat. A diferència de molts altres experiments,l'Operació Whitecoat realment sí va ser de participació voluntària.[11]
- Entre 1951 i 1969, es van dur a terme proves en el lloc militar anomenat Dugway Proving Ground; aquestes proves requerien l'ús d'agents químics i biològics. Un dels experiments que es va realitzar va ser la disseminació d'un agent nerviós, en 1968, que va acabar matant 6400 ovelles.[11]

#### Desenvolupaments del govern soviètic
A causa del nivell de secret que envoltava al govern de la Unió Soviètica, hi havia disponible molt poca informació sobre l'adreça i el progrés de les armes químiques soviètiques, situació que ha canviat solament recentment. Després de la Guerra Freda (1962-1991), el químic rus Vil Mirzayanov va publicar articles en els quals revelava experiments il·legals amb armes químiques en la Unió Soviètica. En 1993, Mirzayanov va ser empresonat i acomiadat del seu treball en l'Institut Estatal d'Investigació de Química i Tecnologia Orgànica, on havia treballat 26 anys. Al març de 1994, després d'una gran campanya feta a favor seu per científics dels Estats Units, Mirzayanov va ser alliberat.
Entre la informació revelada per Mirzayanov estava l'adreça de la investigació soviètica, que pretenia desenvolupar agents nerviosos encara més tòxics, la qual cosa va tenir el seu major èxit a mitjan dècada dels 80. Molts agents altament tòxics van ser desenvolupats en aquest període: l'única informació no classificada sobre aquests agents és que es coneixen en la literatura oberta com a agents "defoliants" (cridats així pel programa en el qual es van desenvolupar) i segons varis nomenis codi com A-230 i A-232.
Segons Mirzayanov, els soviètics també van desenvolupar agents que eren més fàcils de manejar, la qual cosa va portar a la creació de les anomenades armes binàries, en les quals es barregen precursors dels agents nerviosos dins d'una munició per produir l'agent just abans d'utilitzar-ho. Com els precursors generalment són significativament menys perillosos que els agents mateixos, aquesta tècnica fa que tant el maneig com el transport de la munició siguin molt més senzills. A més, els precursors dels agents solen ser molt més fàcils d'estabilitzar que els agents, la qual cosa va permetre augmentar el temps d'emmagatzematge dels agents. Durant les dècades de 1980 i 1990, es van desenvolupar les versions binàries de molts agents soviètics que es coneixen avui dia com a agents "Novichok", "nouvinguts", en rus.

### Ús d'armes químiques en la Guerra Iran-l'Iraq
La Guerra Iran-Iraq va començar en 1980 quan l'Iraq va intentar envair Iran. En les primeres fases de la guerra, l'Iraq va començar a utilitzar gas mostassa i tabun en les bombes que utilitzava en els seus atacs aeris; s'ha aproximat que 5% de les morts iranianes van ser causades per aquests agents. l'Iraq i els Estats Units van anunciar que Iran també estava utilitzant aquestes armes, però fins avui aquesta declaració no ha estat corroborada per cap font externa.
Es diu que aproximadament 100.000 soldats iranians van ser víctimes dels atacs químics de l'Iraq. Molts van sofrir els efectes del gas mostassa. Les xifres oficials no inclouen als civils que es van veure afectats per viure als pobles involucrats en el conflicte ni tampoc als fills ni parents dels veterans, molts dels quals han desenvolupat complicacions en la seva sang, pulmons o pell (segons dades de l'Organització per als veterans, Oranization for Veterans). Es diu que els agents nerviosos van matar a aproximadament 20.000 soldats iranians immediatament (segons xifres oficials). De les 80.000 persones que van sobreviure aquests atacs, s'estima que 5.000 deuen sotmetre's a tractaments mèdics regularment i 1.000 encara es troben hospitalitzats a causa de la gravetat de les seves condicions.
Poc després de la guerra, en 1988, el llogaret iraquià de Halabja va sofrir un atac químic en el qual 5.000 dels seus 50.000 habitants kurds van perir. Després d'aquest incident es van trobar rastres de gas mostassa, sarín, tabun i VX. Encara que l'atac va semblar haver estat obra de les forces del governo iraquià, això encara segueix en debat i també continua l'interrogant quant a si va ser un accident o un acte premeditat.
Durant la primera Guerra del Golf en 1991, les tropes de la Coalició van iniciar una guerra terrestre contra l'Iraq. Encara que l'Iraq comptava amb un arsenal químic, mai ho va utilitzar en contra d'aquest exèrcit. El comandant de Coalició, Norman Schwarzkopf, va declarar que aquest va ser el cas ja que l'Iraq temia un contraatac nuclear.
Encara que els Estats Units i els seus aliats van enderrocar al règim de Saddam Hussein, a l'Iran encara es culpa als Estats Units, Alemanya i França per haver ajudat a l'Iraq en el desenvolupament del seu arsenal químic. A més el fet que l'Iraq no hagi estat sancionat per haver utilitzat armes químiques també és un tema que segueix en la ment del poblo iranià.

### Armes químiques en la Guerra Civil Siriana
En 2013, diverses fonts de l'oposició siriana van assegurar que el govern sirià havia usat armes químiques en contra de la població en la Guerra civil a Síria. Gran part de la comunitat internacional havia advertit que l'ús d'aquest tipus d'armes portaria severes conseqüències i Estats Units es va atrevir fins i tot a parlar d'intervenció militar a Síria en cas que provés que l'ús d'armes químiques. Síria ha estat un dels pocs països que no van signar el Tractat per la Prohibició d'Armes Químiques, acord que condemna el seu ús. El 18 de març de 2013, va haver-hi un suposat atac amb armes químiques a la ciutat d'Alep, en el nord del país, on van morir 26 persones i altres 86 van quedar ferides. Estats Units, juntament amb més països i membres de l'ONU, van iniciar una sèrie d'operacions per investigar si efectivament es van utilitzar armes químiques en la guerra i descobrir si van anar els rebels o el mateix govern de Síria els qui les van utilitzar. Més tard, el 13 d'abril, es va acusar al govern utilitzar armes químiques en contra dels rebels als afores de la capital Damasc. El periodista Jean-Philippe Rémy i el fotògraf Van der Stockt van assegurar haver estat víctimes d'aquests atacs i dels símptomes que aquests provoquen, a més d'acusar al govern sirià de Bashar Al-Assad ser el responsable. Altres rebels de l'Exèrcit Lliure de Síria, també han assegurat ser víctimes d'aquests atacs amb armes químiques. Aquests incidents van provocar que les Nacions Unides enviessin personal al país per investigar la situació. Cada vegada hi ha més proves que els insurgents a Síria disposen d'armes químiques i fins i tot alguns rebels han admès la seva responsabilitat en l'ús d'armes químiques.
El 21 d'agost de 2013, 1400 persones van morir i 3000 van resultar ferides en Guta, al sud de Damasc, en un atac amb gas sarín conegut com a Massacre de Ghouta, el pitjor atac amb armes químiques en 25 anys i la pitjor matança humana de l'any 2013. La brutalitat de l'atac va tenir un gran impacte en la comunitat internacional. Les nacions occidentals, liderades pels Estats Units, van acusar al govern sirià de Bashar Al-Assad de ser el responsable i Barack Obama va anunciar que el seu país podria atacar a Síria per haver perpetrat la massacre. França i Turquia també van donar el seu suport a un intervenció militar. A causa de l'escalada de tensió i davant l'imminent atac per part dels nord-americans, Rússia, principal aliada de Síria, va idear un pla de desarmament químic al començament de setembre, en el qual el govern sirià hauria de renunciar al seu arsenal d'armes químiques i destruir-les sistemàticament. Estats Units va acceptar el pla i va anunciar que ja no atacaria Síria si aquest país complia amb l'acord. El Desarmament químic de Síria aquesta vigent i s'espera que es concreti a mitjan 2014. No obstant això, més d'alguna font va denunciar nous atacs químics posteriors a la massacre del 21 d'agost.

### Armes químiques i el terrorisme
Moltes organitzacions terroristes consideren als agents químics com la seva arma predilecta en dissenyar els seus atacs. Usualment aquestes armes són barates, relativament accessibles i fàcils de transportar. Un expert en química fàcilment pot formular agents químics si té accés a les fórmules i els materials.
Alguns comentaristes polítics s'han posat en contra de la noció que les armes biològiques i químiques siguin realment les més pràctiques per als terroristes. Dits analistes han reportat que l'ús d'aquestes armes és molt més difícil que manejar explosius convencionals i que les armes de destrucció massiva poden arribar a inspirar més por que les armes bioquímiques.
1. Al juliol de 1974 un grup que es va autodenominar com Aliens of America —Aliens en aquest cas es referia al final de l'anglès per referir-se a un estranger per tant el grup s'anomenaria alguna cosa així com Estrangers dels Estats Units— va incendiar les cases d'un jutge, les cases de dos comissionats de la policia, l'automòbil d'un d'ells, dos edificis d'apartaments i també va detonar una bomba en la terminal de Pan Am a l'Aeroport Internacional de Los Angeles; tres persones van morir i vuit van resultar ferides. L'"organització" va resultar ser un sol resident estranger anomenat Muharem Kurbegovic, el qual va dir tenir en el seu poder certes quantitats de sarín i quatre agents nerviosos anomenats AA1, AA2, AA3 i AA4S. Encara que al moment del seu arrest a l'agost de 1974 no es van trobar dits agents es va reportar que solament li feia falta adquirir un ingredient per crear un agent nerviós. Durant el registre del seu apartament es van trobar diverses matèries primeres, incloent precursors del fosgen i també un contenidor de 25 lliures de cianur de sodi.[26]

El 20 de març de 1995 un grup de terroristes japonesos, que creia en la destrucció imminent de tot el planeta, anomenat Aum Shinrikyo va utilitzar sarín en el sistema del metre de Tòquio. Aquest atac va provocar 12 morts i més de 5.000 ferits. Aum Shinrikyo ja havia intentat aquest tipus d'atac en deu ocasions prèvies però en cadascuna d'elles solament membres del culte havien acabat afectats. Al juny de 1994 el grup va llançar un atac químic, utilitzant sarín, en contra d'un edifici d'apartaments en Matsumoto.